# George Francis Daniel
George Francis Daniel (* 5. Februar 1933 in Pretoria, Südafrika) ist emeritierter Erzbischof von Pretoria. 

## Leben
George Francis Daniel empfing am 19. Dezember 1964 die Priesterweihe und wurde in den Klerus des Erzbistums Pretoria inkardiniert.
Papst Paul VI. ernannte ihn am 28. April 1975 zum Erzbischof von Pretoria. Die Bischofsweihe spendete ihm der emeritierte Erzbischof von Pretoria, John Colburn Garner, am 3. August desselben Jahres; Mitkonsekratoren waren Alfredo Poledrini, Apostolische Pro-Nuntius in Lesotho und Apostolischer Delegat in Südafrika, und Herman Joseph Meysing OMI, Erzbischof von Bloemfontein.
Am 26. März 1976 berief ihn Paul VI. zudem zum Militärvikar für Südafrika. Am 24. November 2008 nahm Papst Benedikt XVI. sein aus Altersgründen vorgebrachtes Rücktrittsgesuch an.